# سیاهکل (تابلوی نقاشی)
سیاهکل تابلوی نقاشی اثر بیژن جزنی است که در سال ۱۳۵۰، یک سال پس از ماجرای تصرف پاسگاه ژاندارمری سیاهکل، با تکنیک رنگ روغن و در ابعاد ۵۰ × ۷۰ یا ۷۰ × ۱۰۰ کشیده شده‌است. این‌که بر سر این تابلو چه آمده، و آیا اکنون موجود هست یا نه، مشخص نیست. جنبهٔ محتوایی این اثر گسترده و پر از جزئیات و نمادها است. سبک این نقاشی کوبیسم است و در زندان کشیده شده‌است. 